# 2017年のロシア
2017年のロシア （2017ねんのロシア）では、2017年のロシアに関する出来事について記述する。

## 国家元首等
- 大統領
  - 第4代: ウラジーミル・プーチン （2012年5月7日 - ）
- 首相
  - 第10代: ドミートリー・メドヴェージェフ （2012年5月8日 - ）

## できごと

### 1月
- 1月7日 - モスクワでは、強い寒波の影響で、気温が氷点下29.9度まで下がり、1891年に記録した気温に次ぐ寒さにみまわれた[1]。

### 3月
- 3月23日 - ウクライナの首都キエフで、ウラジーミル・プーチンロシア大統領に批判的な立場をとっていた元下院議員のデニス・ボロネンコフ（英語版）が暗殺された[2]。
- 3月27日 - モスクワで反政府集会を開催したとして、指導者のアレクセイ・ナワルニーと参加者数百人が拘束された[3]。

### 4月
- 4月3日 - サンクトペテルブルク地下鉄2号線で自爆テロ。死者15人、負傷者64人（詳細は「2017年サンクトペテルブルク地下鉄爆破テロ事件」参照）。

### 6月
- 6月10日 - モスクワ州クラトボ村で男が自宅の窓から周面住民に発砲。4人が死亡、2人が負傷。犯人はその後、治安当局に射殺[4]。
- 6月12日 - ロシア各地で反政権デモが行われ、警察当局が呼びかけ人のアレクセイ・ナワルニーとその支持者1500人あまりを拘束。ナワルニーは直後の裁判で30日の拘留が言い渡された[5]。
- 6月16日 - ロシア国防省が、5月28日にシリアのラッカ近郊でロシア航空宇宙軍がISIL幹部の会合を狙って空爆を行い、その結果ISILのアブー・バクル・アル＝バグダーディー指導者が死亡した可能性があるとが発表した[6]。
- 6月27日 - ウクライナやロシアに大規模なランサムウェアによるサイバー攻撃。ウクライナ政府機関や銀行、市役所などが標的にされ、被害件数は欧州を含めて2000件に昇った。チェルノブイリ原子力発電所も攻撃を受け、放射線監視システムが一時手動へと切り替えられた[7]。

### 7月
- 7月2日 - ロシア中部タタールスタン共和国で長距離バスがトラックと衝突し、子ども2人を含む14人が死亡[8]。
- 7月18日
  - ウクライナ東部の親ロシア派武装勢力、ドネツク人民共和国のアレクサンドル・ザハルチェンコは、クリミアを除くウクライナ全域を対象とした新国家「マロロシア（小ロシア）」樹立の意向を発表。ロシア政府はザハルチェンコの個人的な意向だとして関与を否定[9]。
  - カムチャッカ半島東部沖でM7.7の地震が発生[10]。
- 7月30日 - プーチン大統領、アメリカ上下議会がロシアのサイバー攻撃に対する制裁処置を可決したことを受けて、ロシア国内のアメリカ政府関係者755人を国外退去処分にすることを発表[11]。

### 8月
- 8月1日 - モスクワ近郊の裁判所で被告5人が護送係から銃を奪い逃走を図るも、ロシア国家親衛隊と銃撃戦になり3人が銃殺、2人が負傷した。被告らは昨年モスクワの環状道路で活動していた路上強盗集団のメンバーとして逮捕されていた[12]。
- 8月2日
  - アブハジアにて軍の弾薬庫が爆発。ロシア人35人を含む60人ほどが負傷[13]。
  - トランプ大統領が対ロシア制裁強化法案に署名し、同法が成立[14]。
- 8月4日 - サハ共和国ミールヌイのダイアモンド鉱山で貯水施設からの漏水による構内の水没事故。9人が行方不明[15]。
- 8月19日 - ハンティ・マンシ自治管区スルグトで刃物を持った男による無差別襲撃事件。7人が負傷。男はその場で射殺。治安当局は男が精神疾患を抱えており、テロの可能性は薄いと言明する一方、ISILが犯行声明を出している[16]。
- 8月21日 - ロシア財務省、旧ソ連時代からの対外公的債務の最後となる返済を、旧ユーゴスラヴィアから債権を継承したボスニア・ヘルツェゴヴィナに行ったと発表。返済額は1億2520万ドル（約136億円）[17]。
- 8月25日 - クラスノダール地方タマン半島で建設作業員ら約50人を乗せたバスが崖道から黒海に転落。これまでに18人が死亡[18]。

### 9月
- 9月11日 - 統一地方選挙が10日に行われ、首長選が行われたクリミア半島・セヴァストポリを含めた15の州や共和国などすべての連邦構成体で政権与党統一ロシアの候補が勝利した。一方、モスクワ区議会選挙ではリベラル系野党ヤブロコが躍進し、都市部での政権不満の高まりも浮き彫りになった[19]。
- 9月13日
  - アメリカ政府、連邦政府機関の情報ネットワークからカスペルスキーの製品を排除することを発表[20]。
  - モスクワにある複数の商業施設や大学、液に爆破予告の電話があり、1万5000人以上が一時避難[21]。
- 9月23日 - 当局の許可なく集会を開こうとしたとして、セルゲイ・ウダルツォフら「左翼戦線」の活動家30人を拘束。ウダルツォフは2012年にも政権批判の集会を開いたとして逮捕、拘留されており、今年8月に出所したばかりである[22]。
- 9月27日
  - 化学兵器禁止条約に基づき、国内の化学兵器廃棄が完了したと発表。同時に、アメリカを未だ履行していないと非難[23]。
  - ロシア連邦保安庁、2014年に殺害されたとされるチェチェン独立派指導者・ドク・ウマロフの墓を発見したと発表[24]。
- 9月29日 - 石油会社最大手・ロスネフチ、ゲアハルト・シュレーダー前ドイツ首相を社外取締役会長に招聘したことを発表。同社はロシア政府が50％以上の株式を所有しており、ウクライナ紛争へのロシア政府の関与を巡って欧米からの経済制裁の対象となっている[25]。

### 10月
- 10月2日 - ロシア裁判所、無届で集会を開こうとしたとして先月29日に拘束した進歩党・アレクセイ・ナワルニー党首に、禁錮20日の判決を下す[26]。
- 10月4日 -  ロシア国防省、シリアへの空爆でシリア征服戦線（旧アル＝ヌスラ戦線）の指揮官12名が殺害されたと発表。最高指導者のアブ・ムハンマド・ジャウラニ（英語版）も瀕死の重傷だという[27]。
- 10月5日 - サウジアラビアのサルマン国王がロシアを訪問。プーチン大統領と会談し、S-400などのミサイル兵器の購入や、AK-47のサウジ国内での生産など軍事面での協力に合意[28]。
- 10月6日 - ヴラジーミル州ポクロフ（英語版）近郊で、線路上で故障して立ち往生していたバスに列車が衝突。ウズベキスタン人の乗客ら少なくとも19人が死亡[29]。
- 10月7日 - 2日に拘留されたナワルニー氏の呼びかけで、各地でプーチン大統領の退陣を訴えるデモ。サンクトペテルブルクでは約3000人が参加も暴力的に解散させられ、60人ほどが逮捕。全国でも270人以上が逮捕された[30]。
- 10月8日 - モスクワ近郊の商業施設シンディーカで大規模な火災が発生し、3000人が避難[31]。

### 11月
- 11月5日 - 無許可でデモを行ったとして、プーチン政権打倒を訴える野党活動家・ビャチェスラフ・マリツェフ（英語版）の呼びかけに応じて各都市でデモに参加した412人が拘束[32]。
- 11月17日 - 国連安全保障理事会、今年4月にシリアで起きたとされる化学兵器攻撃に関して、国連主導の調査の期間を30日間延長する決議案の採決を行ったが、ロシアが拒否権を行使したことにより否決[33]。

### 12月
- 12月2日 - 2018 FIFAワールドカップ組み合わせ抽選会がモスクワで行われた[34]。
- 12月25日 - ロシア、モスクワ西部ラビャンスキー・ブリバール（ロシア語版）駅付近の歩行者用地下通路にバスが突っ込む事故。4人が死亡、9人が負傷[35]。